# Aethiopsestis
Aethiopsestis is een geslacht van vlinders van de familie eenstaartjes (Drepanidae).

## Soorten
- A. austrina Watson, 1965
- A. echinata Watson, 1965
- A. mufindiae Watson, 1965